# Manne Siegbahn
Manne Siegbahn tên đầy đủ là Karl Manne Georg Siegbahn (3.12.1886 – 26.9.1978) là nhà vật lý học người Thụy Điển đã đoạt giải Nobel Vật lý cho các phát hiện và công trình nghiên cứu trong lãnh vực phổ học tia X.
Ông sinh tại Örebro, Thụy Điển và đậu bằng tiến sĩ ở Đại học Lund năm 1911, với bản luận án mang tên "Magnetische Feldmessungen" (magnetic field measurements). Ông làm quyền giáo sư thay cho Janne Rydberg khi sức khỏe của Rydberg bị suy yếu, sau đó kế vị giáo sư của Rydberg năm 1915. Con trai của ông -Kai Siegbahn – cũng đoạt giải Nobel Vật lý năm 1981.
Ông kết hôn với Karin Högbom năm 1914. Họ có hai người con: Bo Siegbahn (nhà ngoại giao, sinh năm 1915) và Kai Siegbahn, sinh năm 1918, nhà vật lý học cũng đã đoạt giải Nobel Vật lý năm 1981.
Ông đoạt Huy chương Hughes năm 1934 và Huy chương Rumford năm 1940.
Năm 1944 ông được cấp bằng sáng chế bơm Siegbahn.